# Međunarodni bakreni put kroz Hrvatsku
Međunarodni bakreni put kroz Hrvatsku je bio međunarodni trgovački put kojim se prevažao bakar od nalazišta bakrenih ruda i talionica do hrvatskih luka, otkamo se otpremao dalje u svijet. 
Početna točka ovog puta bila su nalazišta ruda u Slovačkoj, dolini Banske Bystrice i talionica u Banskoj Bistrici, Staroj Gori (Stare Hory), Moštenici i Tajovu. Ondje se, doduše skromno, eksploatirala bakrena ruda bogata srebrom. U 16. st. ugovorom Frankopana s kraljicom Beatrix, dobili su od nje u zalog gospodarstva (panstva) u Dobroj Njivi u Slovačkoj, za koje se pretpostavlja da je ondje paljen drveni ugljen koji se koristio u preradi bakrene rude.
Živa se trgovina razvila krajem 15. i u 16. stoljeću. Tada su ti krajevi pripadali pečuškom biskupu Žigmundu i njegovu bratu Ivanu Ernuštu iz Čakovca. Bakar se je prevozio vodenim i kolnim putem. Točke na tom putu bile su Ostrogon, Budim, Zagreb, Dubovac, Modruš i Senj. Prevozio se bakar i bakrene slitine (mjed, bronca). Roba se vjerojatno prevozila riječnim putem preko rijeke Dunava, od Budima u Ugarskoj. Jedan je krak vodio do ušća Drave u Dunav, otkamo se uzvodno prevozila hrvatsko-ugarskom granicom do Varaždina. Drugi je krak vodio do ušća Save u Dunav, otkamo se prevozila uzvodno Savom do Siska i k Zagrebu, do Rugvice kad je bio nizak vodostaj. Jedan krak ovog puta skretao je nešto prije, u Kupu, kamo su plovila prevozila robu ka Karlovcu ili prije Dubovcu. 
Dalje su vodili kolsku putevi koje su izgradili kmetovi. Već u 15. st. tim su putevima povezani Bosiljevo, koji je bio frankopanski grad sa Severinom na rijeci Kupi i s drugom lukomk, Novigradom na rijeci Dobri. Putevima su preko Modruš potoka i Ribnika bili povezani s Metlikom i Kranjskom. Delnice je povezivao kolski put s Gerovom i Čabrom. Od Varaždina, Zagreba i rečenih gradova roba se dalje vozila kolima do Senja. Jedan je krak išao od Zagreba, možda kroz Stupnik, pa dvama putevima, preko Jaske ili Klinče Sela na Dubovac, preko Lipe, zatim putem koji je bio preteča Jozefinske ceste, preko Hreljina i Modruša u Senj. Drugi je suhozemni krak vodio pretečom Karolinske ceste, od Dubovca (poslije Karlovca), preko Novigrada na Dobri i Vrbovskog ka Moravicama, Skradu, Delnicama, Lokvama, Grobniku i Rijeci, a dio se puta granao k Bakru (putanja koja je preteča Lujzijane.
Senj je bio onodobna velika luka, povezana s drugim značajnim rudištima kovina (iz Šleske, Sedmogradske, Koruške, Rudogorja, Saskom) i trgovištima. Iz Senja se robu otpremalo u Mletke i dalje diljem svijeta. Nešto poslije utemeljena je i ljevaonica mjedi u samom Senju.
Frankopani su kao kneževi zemalja kroz koje je prolazio ovaj put ubirali svoju naknadu, a trgovci su još plaćali daće – malte, dok su poslije ugovorom bili oslobođeni plaćanja kraljevske carine – tridesetine. 
Neki su autori ovaj trgovački put nazivali "put Kraljevina Sv. Stjepana".
Postojao je još jedan međunarodni bakreni put kroz Hrvatsku, koji je vodio iz Schwaza u Tirolu, preko ljevaonice Fuggerau kod Beljaka u Senj.